# 茹太素
茹 太素（じょ たいそ、生没年不詳）は、明初の官僚。本貫は沢州。

## 生涯
1370年（洪武3年）、郷里に推挙され、洪武帝に上書して気に入られ、監察御史に任じられた。1373年（洪武6年）、四川按察使に抜擢され、公平で知られた。1374年（洪武7年）5月、南京に召還されて刑部侍郎となった。太素は「中書省が内外の官僚たちを摘発するにあたって、御史や按察使に検挙させています。しかし御史台だけ管轄が定まっていません。守院御史に調査させるようお願いします。磨勘司は官吏の数が少なく、天下の銭糧を検査するのが難しくなっています。若干員の増置をお願いします。外省衛にあっては、軍民の事を会議して、おのおのが折り合わず、遅延しております。按察司ひとりを派遣して正させるようお願いします」と上書して、洪武帝にいずれも聞き入れられた。翌年、罪に問われて刑部主事に降格された。
太素は当世の急務を一万言を連ねて上書した。洪武帝は中書郎の王敏に読み上げさせてこれを聞いた。その中に「才能のある士で、数年来幸いにも生き残った者は百人に一人二人もなく、いま任官している者は迂儒と俗吏ばかりです」とあった。その言には法に触れることが多かった。洪武帝は怒り、太素を召し出して面と向かって詰問し、朝廷で杖罰を加えた。翌日の夕方、洪武帝は再び宮中で人にこの上書を読ませ、そのうちに実施すべきもの四事を見出した。洪武帝は文章が長く余計なことが書かれているといって、中書に命じて上奏文の形式を定めさせ、利害得失を率直に述べさせて余計な繁文をつけさせないようにした。太素の上疏の中で実施すべきものを抜粋して所管の官庁に下し、洪武帝自らがその頭に序文をつけて、内外に掲示させた。
1377年（洪武10年）、太素は浙江参政として出向した。ほどなく郷里に帰された。1383年（洪武16年）、南京に召還されて刑部試郎中となった。在任1月で都察院僉都御史に転じた。翰林院検討に降格された。1385年（洪武18年）9月、戸部尚書に抜擢された。
太素は剛直不屈で、たびたび罪に問われたが、洪武帝は時が経てばかれを許していた。ある日、宮殿で宴会が催されると、洪武帝は太素に酒を賜って「金盃同汝飲、白刃不相饒（金杯をおまえとともに飲むと、白刃が互いに余ることはない）」といった。太素は首を叩くと、続けて韻を踏んで：「丹誠圖報國、不避聖心焦（丹誠をもって国に報いんと図り、聖心の焦りを避けず）」と答えた。12月、御史に左遷された。詹徽（詹同の子）の排斥を図って、同官12人とともに足枷をつけられた。後に罪に問われて処刑された。